# Noël Quidu
Noël Quidu est un journaliste, reporter-photographe français né le 19 novembre 1956 à Saint-Mandé.
Photographe de l’agence Gamma de 1988 à 2009, il a été récompensé à trois reprises par un World Press Photo.

## Biographie
Né en novembre 1956, à Saint Mandé, Noël Quidu est breton d’origine. « Enfant turbulent », il est passionné de mécanique et étudie au collège technique de Vannes.
Adolescent, il prend part à des manifestations équipé d’une caméra super 8 qu’il emprunte, il filme la mobilisation des collégiens : « J'ai mené des grèves, fait comprendre aux gens qu'on ne peut pas les traiter comme des chiens ». Renvoyé pour indiscipline il fugue à 17 ans et décide d’aller « à la rencontre du vaste monde ».
Il part pour l’Afrique en auto-stop « avec son appareil photo pour unique compagnon ». Il devient père à 21 ans travaille à l’usine, comme technicien de réglages des machines. Parallèlement il commence à se passionner pour la photographie.
Il devient assistant dans un studio photo de publicité où il apprend les bases du métier. Puis il intègre l’agence Interpress où il couvre l’actualité du cinéma et de la télévision avant de rejoindre l’agence Imapress.
En 1988, il entre à l’agence Gamma et parcourt la planète en photographiant les combattants et les victimes des pays en guerre.
Il a couvert de multiples conflits en Afghanistan, au Liban, en Irak, en ex-Yougoslavie, en Tchétchénie, en Albanie, en Israël, en Palestine, au Rwanda, au Congo, au Tchad, en Afrique du Sud, en Côte d’Ivoire, en Haïti, au Libéria, en Indonésie, au Cambodge, au Népal, en Syrie, en Ukraine et au Pakistan.
Noël Quidu est photographe indépendant depuis 2009. Ses photos sont publiées entre autres par Paris Match et Le Figaro Magazine.

## Prix et récompenses
- 2001 : World Press Photo, « Photo Contest, General News, Stories », mention honorable pour un reportage sur la chute du président Slobodan Milosevic à Belgrade[9].
- 2003 : World Press Photo, « Photo Contest, Spot News, Singles », 2e prix pour une photo d’un combattant rebelle tuant un homme soupçonné d’avoir pillé une maison abandonnée à l’extérieur de la ville de Bouaké[9].
- 2003 : Grand Prix Jean-Louis Calderon du Festival d’Angers[1]
- 2004 : World Press Photo, « Photo Contest, Spot News, Stories », 1er prix pour un reportage au Libéria[9].
- 2004 : 2e prix de la SCAM
- 2004 : 2e prix Bayeux-Calvados des correspondants de guerre
- 2004 : Nomination au prix Care International du reportage humanitaire
- 2005 : 1er prix Jean-Louis Calderon du Festival d’Angers[1]

## Publications
Liste non exhaustive
- Le Royaume oublié de Mao, C.D.P. Editions, 2008,  (ISBN 9782351300282)
- Et Dieu créa la guerre, textes de Cyril Drouhet, éditions Lammerhuber, 2019[10],  (ISBN 9783903101678)

## Expositions
Liste non exhaustive
- 2004 : Festival de Pingyao en Chine.
- 2004 : Au cœur des ténèbres, festival Visa pour l’Image, Perpignan[6].
- 2006 : Pour une photographie engagée, exposition collective, Bibliothèque Nationale de France
- 2006 : Vingt photographes pour les vingt ans de Reporters sans frontières, exposition collective, Sénat, grilles du Palais du Luxembourg[1].
- 2006 : Au cœur des ténèbres au War Photo Limited de Dubrovnik
- 2008 : Les Enfants soldats au War Photo Limited de Dubrovnik.
- 2008 : Projection et expositions au festival Visa pour l’Image de Perpignan.
- 2008 : Le Royaume oublié de Mao au Népal à l’occasion des 20 ans de Visa pour l’image. Un livre sera également édité.
- 2012 : Rastafarisme : Et si Jah savait !, pour la 24e édition de Visa pour l’image. Commande publique du ministère de la culture et de la communication – Centre national des arts plastiques.
- 2018 : Syria on my mind, festival Visa pour l’Image, Perpignan[11].

- 2019 : Et Dieu créa la guerre, galerie Durev Event, Paris[8].
- 2021 : People Power, exposition collective, Lieu d’Europe, Strasbourg, du 22 octobre au 12 novembre[12]

## Distinction
- Chevalier de l'ordre national du Mérite, décret du 14 mai 2010[13].